# Циглениця (Поповача)
Циглениця (хорв. Ciglenica) — населений пункт у Хорватії, в Сисацько-Мославинській жупанії у складі громади Поповача.

## Населення
Населення за даними перепису 2011 року становило 134 осіб.
Динаміка чисельності населення поселення:

## Клімат
Середня річна температура становить 11,18 °C, середня максимальна – 25,20 °C, а середня мінімальна – -4,96 °C. Середня річна кількість опадів – 903 мм.
| Клімат поселення                              | Клімат поселення | Клімат поселення | Клімат поселення | Клімат поселення | Клімат поселення | Клімат поселення | Клімат поселення | Клімат поселення | Клімат поселення | Клімат поселення | Клімат поселення | Клімат поселення | Клімат поселення |
| Показник                                      | Січ.             | Лют.             | Бер.             | Квіт.            | Трав.            | Черв.            | Лип.             | Серп.            | Вер.             | Жовт.            | Лист.            | Груд.            |                  |
| Середній максимум, °C                         | 6,67             | 8,37             | 12,56            | 17,05            | 21,88            | 25,20            | 24,52            | 23,92            | 19,96            | 15,02            | 9,50             | 5,45             |                  |
| Середня температура, °C                       | 0,86             | 2,55             | 6,74             | 11,24            | 16,06            | 19,38            | 21,01            | 20,42            | 16,44            | 11,52            | 5,99             | 1,92             |                  |
| Середній мінімум, °C                          | −4,96            | −3,26            | 0,92             | 5,42             | 10,28            | 13,58            | 17,49            | 16,90            | 12,93            | 8,00             | 2,46             | −1,59            |                  |
| Норма опадів, мм                              | 55               | 52               | 60               | 74               | 82               | 94               | 83               | 85               | 79               | 81               | 88               | 70               |                  |
| Середньомісячна швидкість вітру, м/с          | 1.89             | 2.10             | 2.50             | 2.38             | 2.19             | 2.00             | 1.92             | 1.80             | 1.80             | 1.88             | 1.92             | 1.92             |                  |
| Середньомісячна сонячна радіація, кДж/м²·день | 4278             | 7060             | 10846            | 15198            | 19418            | 21491            | 22472            | 19791            | 14611            | 9068             | 4770             | 3468             |                  |
| --------------------------------------------- | ---------------- | ---------------- | ---------------- | ---------------- | ---------------- | ---------------- | ---------------- | ---------------- | ---------------- | ---------------- | ---------------- | ---------------- | ---------------- |
| Джерело:                                      |                  |                  |                  |                  |                  |                  |                  |                  |                  |                  |                  |                  |                  |